# Emirati Arabi Uniti
Gli Emirati Arabi Uniti (in arabo الإمارات العربية المتحدة‎?, al-ʾImārāt al-ʿArabiyya al-Muttaḥida), ufficialmente Stato degli Emirati Arabi Uniti (in arabo دولة الإمارات العربية المتحدة‎?, Dawlat al-ʾImārāt al-ʿArabiyya al-Muttaḥida), sono un Paese arabo del Medio Oriente situato nel sud-est della penisola arabica, in Asia occidentale, che confina con l'Oman a sud-est, con l'Arabia Saudita a sud-ovest ed è bagnato dal Golfo Persico a nord. Lo Stato è composto da sette emirati: Abu Dhabi, ʿAjmān, Dubai, Fujaira, Ra's al-Khayma, Sharja e Umm al-Qaywayn.
Costituitosi inizialmente nel XIX secolo come una federazione sottoposta all'Impero britannico, gli Stati della Tregua, il paese ottenne l'indipendenza nel 1971. Gli Emirati Arabi Uniti rappresentano uno dei Paesi più ricchi al mondo, forti della propria industria petrolifera; il paese è multietnico e la maggioranza relativa dei residenti è costituita da immigrati giunti dal subcontinente indiano e dal resto del mondo arabo.

## Storia
Gli Emirati Arabi Uniti (abbreviato EAU, o in inglese UAE) sono stati formati da un gruppo di sceicchi della penisola arabica, lungo il litorale del sud del Golfo Persico e il litorale nordoccidentale del golfo dell'Oman. La zona ha accolto l'Islam nel VII secolo. Più tardi, durante il XVI secolo, parte dell'area cadde sotto l'influenza diretta dell'Impero ottomano. Da allora la regione è stata conosciuta come "Costa dei Pirati" a causa dell'attività depredatoria delle popolazioni costiere; altra attività della popolazione era la raccolta delle perle.
Nel 1820 un primo trattato di pace fu firmato dal Regno Unito con tutti gli sceicchi del litorale. Nel maggio 1853 gli sceicchi firmarono un nuovo trattato con il Regno Unito, che si fece carico della protezione militare e di regolare le dispute fra gli sceicchi stessi; gli "Stati della Tregua" (Trucial States) diventarono così un protettorato del Regno Unito. Ad esempio, nel 1955, il Regno Unito sostenne Abu Dhabi nella sua disputa con l'Oman circa l'oasi di al-Buraymi e un altro territorio al sud.
Nel 1968 il Regno Unito annunciò la decisione, riaffermata nel marzo 1971, di concludere i rapporti del trattato con i sette Stati che si trovavano, insieme con Bahrein e Qatar, sotto protezione britannica. Il Bahrein diventò indipendente nell'agosto dello stesso anno, il Qatar in settembre e i sette emirati il 1º dicembre 1971, data ufficiale di scadenza del trattato. I nove Paesi tentarono di formare un'unione di emirati arabi, senza però riuscirci. Il 2 dicembre 1971 sei di loro istituirono un'unione politica denominata Emirati Arabi Uniti; il settimo, Raʾs al-Khayma, vi si associò all'inizio del 1972.
Ci fu inoltre un accordo del 1974 fra Abu Dhabi e Arabia Saudita sui confini di Abū Dhabi; l'accordo, tuttavia, è stato annullato nel 2006. Il confine con l'Oman rimane ufficialmente non fissato: i due governi decisero di delinearlo nel maggio 1999. Nel 1990-1991 gli Emirati Arabi Uniti parteciparono alla prima guerra del Golfo.
Il 2 novembre 2004 morì il primo presidente, Zayed bin Sultan Al Nahyan. Gli succedette il primo figlio, Khalifa bin Zayed Al Nahayan, scelto dal Consiglio Supremo. Il petrolio è la principale fonte economica degli Emirati Arabi Uniti ed è il componente essenziale del loro PIL. Il petrolio fu scoperto ad Abu Dhabi nel 1958 e a Dubai nel 1966. Gli introiti hanno fatto prosperare il Paese al punto che la città più importante, Dubai, è considerata la "New York del Golfo Persico".
Nel giugno 2024, nell'isola di Siniyah, è stato rinvenuto un complesso di edifici residenziali dell'antica Tu'am, una civiltà che raggiunse il suo apice nel VI secolo a.C., rinomata per la pesca di perle e divenuta capitale della regione 

## Geografia

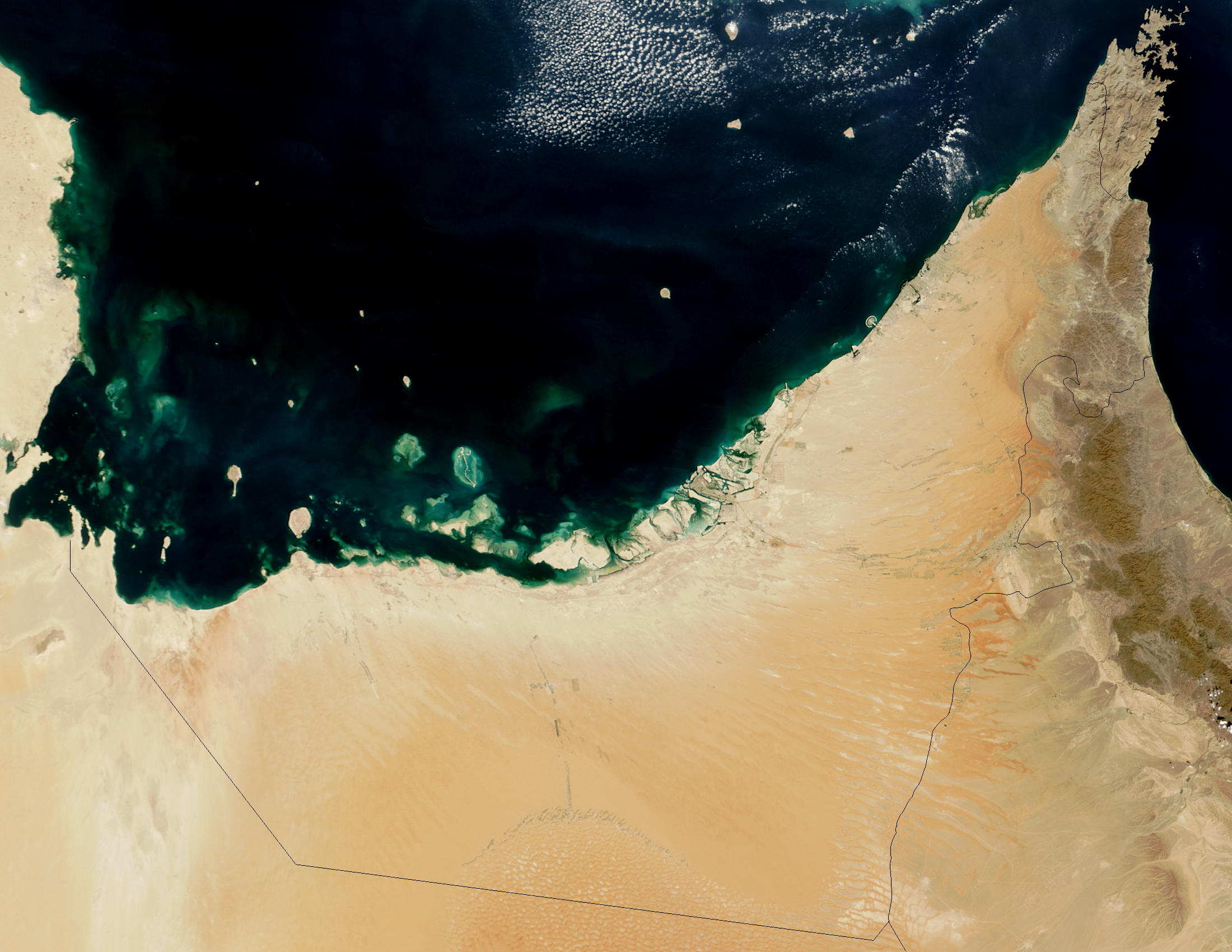
Gli Emirati Arabi Uniti dal satellite.

Gli Emirati Arabi Uniti sono situati nel sud-ovest dell'Asia, bagnati dal Golfo di Oman e dal Golfo Persico e incastonati tra Oman e Arabia Saudita, sono un punto di transito fondamentale per il trasporto del greggio.
La superficie totale degli Emirati Arabi Uniti è di circa 83000 km². Il più grande emirato è quello di Abu Dhabi, che rappresenta l'87% della superficie totale. Il più piccolo emirato, invece, è quello di ʿAjmān, che include solo 259 km².
Il confine con l'Arabia Saudita, a ovest, sud e sud-est, è lungo circa 530 km mentre il confine con l'Oman a sud-est e nord-est è di 450 km. Il confine con il Qatar a nord-ovest è di circa 19 km, ma è fonte di controversie ancora in corso tra Arabia Saudita ed Emirati Arabi Uniti.
La lunghezza totale della costa degli Emirati Arabi Uniti è di 1318 km. La costa degli Emirati Arabi Uniti sul Golfo Persico è di oltre 650 km. Numerose isole si trovano nel Golfo Persico, e la sovranità di alcune di esse è stata oggetto di controversie internazionali tra Iran, Qatar ed Emirati Arabi Uniti. Gli Emirati Arabi Uniti hanno anche un tratto di costa del Golfo di Oman: la penisola di Musandam costituisce un'exclave costiera dell'Oman confinante solo con il territorio EAU.
Quasi la totalità del territorio è occupata dal deserto. Solo nell'estremità orientale sono presenti formazioni montuose, la Catena del Hajar (in Arabo جبال الحجر, Jibāl al-Ḥajar, "montagne di roccia"), a ridosso del confine con l'Oman. Al confine con l'Oman nel Ra's al-Khayma, si trova lo Jebel Jais, la più alta montagna degli Emirati Arabi Uniti. A sud e a ovest della capitale Abu Dhabi il deserto si fonde nel Rub' al-Khali dell'Arabia Saudita. La zona del deserto di Abu Dhabi comprende due importanti oasi con un'adeguata quantità d'acqua sotterranea per insediamenti permanenti e per la coltivazione.
Gli Emirati Arabi Uniti hanno una popolazione di circa 9 230 000 abitanti. La maggior parte della popolazione vive lungo le coste del Golfo Persico, dove si trovano le principali città del Paese e le principali attività economiche. L'emirato di Abu Dhabi è il più popolato degli Emirati Arabi Uniti, con il 38% della popolazione totale.

### Clima
Il clima degli Emirati Arabi Uniti è subtropicale
arido, con inverni miti ed estati calde. I mesi più caldi dell'anno sono luglio e agosto, periodo in cui le temperature medie raggiungono massime di oltre 48 °C sulla pianura costiera. Sulle montagne del Hajjar, le temperature sono notevolmente inferiori, a causa della maggiore altitudine. Le temperature medie di gennaio e febbraio raggiungono minime tra i 10 e i 14 °C. Durante i mesi di fine estate, sulla regione costiera soffia un vento umido sud-orientale conosciuto come Sharqi (che significa "orientale"). La media annua delle precipitazioni nella zona costiera è meno di 120 mm, anche se le precipitazioni sono torrenziali, ma in alcune zone di montagna le precipitazioni annuali spesso raggiungono i 350 mm. La regione costiera è soggetta a occasionali ma violente tempeste di polvere, che possono ridurre notevolmente la visibilità.

## Società

### Demografia

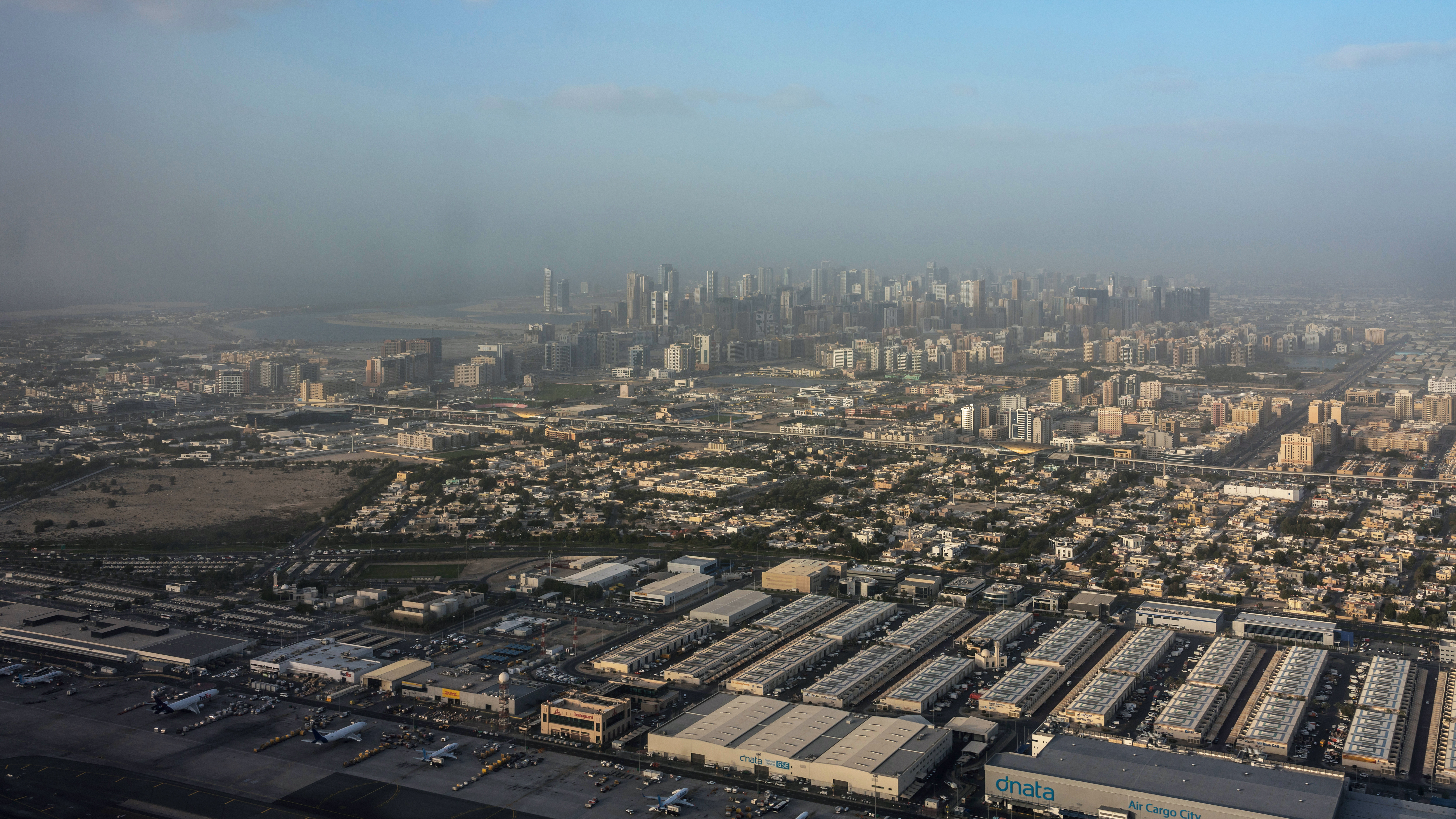
Vista aerea di Dubai, la città più popolata del Paese.

Andamento della popolazione degli Emirati Arabi Uniti dal 1950 al 2020

La popolazione degli EAU è di circa 9.700.000, di cui solo l'11,32% cittadini degli Emirati Arabi Uniti, e quasi il 90% stranieri. Il tasso migratorio netto del Paese è al 21,71%, il più alto al mondo.
Il 37,96% degli immigrati proviene dall'India, il 16,72% dal Pakistan e il 7,38% dal Bangladesh. Con il 3,15% ciascuno da Nepal e Sri Lanka, ciò significa che oltre la metà (il 65,21%) degli abitanti del paese provengono dal subcontinente indiano. Altre comunità largamente presenti sono quelle di persone provenienti da Filippine (6,89%), Iran (4,72%), Egitto (4,23%), Siria (2,6%), Cina e Giordania (2,16% ciascuno).
La città più popolata del Paese è Dubai, con circa 3,2 milioni di abitanti. Altre città importanti sono la capitale Abu Dhabi, al-ʿAyn, Sharja e Fujaira. Circa l'88% della popolazione degli Emirati Arabi Uniti risiede in agglomerati urbani. Il restante 12% della popolazione vive in piccoli villaggi sparsi in tutto il Paese o presso i campi petroliferi nel deserto.
L'aspettativa di vita media dei cittadini è di 75 anni, superiore a quella dei cittadini qualsiasi altro paese arabo.

### Lingue
Dal 2009 l'arabo è la lingua ufficiale de iure del paese (prima era ufficiale solo de facto). Nel Paese vige una situazione di diglossia: di fianco all'arabo standard, riservato agli ambiti formali, è usato l'arabo del Golfo. L'inglese, lingua ufficiale fino al 1971, è tuttavia la lingua prevalente nel turismo, nel commercio e negli affari ed è ampiamente diffusa fra la popolazione (a parte qualche rara eccezione nelle zone rurali), al punto che la toponomastica e tutta la segnaletica stradale e turistica sono interamente bilingue arabo/inglese, e i canali televisivi hanno sempre una versione in inglese, così come radio e quotidiani.

### Religioni
L'islam è la religione ufficiale dello Stato e la più professata. La principale corrente islamica è quella sunnita, praticata nelle scuole malikita, hanbalita e sciafeita. Vi è poi una cospicua minoranza sciita. Tra gli immigrati sono diffuse numerose altre religioni, tra le quali il cristianesimo, l'induismo, il buddhismo, il sikhismo e l'ebraismo. Lo Stato tollera le minoranze religiose e vi sono nel paese decine di chiese, più vari templi sikh e induisti; il proselitismo da parte di gruppi religiosi a parte quello islamico è illegale.

## Ordinamento dello Stato
Gli Emirati Arabi Uniti sono una monarchia assoluta. Capo assoluto è il presidente della Federazione. Egli è scelto dal Consiglio supremo federale tra i suoi membri per un mandato di cinque anni, e tale consiglio è composto dagli emiri che sono al vertice degli Stati federati. Egli esercita i supremi poteri con l'ausilio del primo ministro che di regola è lo sceicco di Dubai a cui spetta anche la carica di vicepresidente della federazione. È invece consuetudine che la carica di presidente spetti allo sceicco di Abu Dhabi. Esiste inoltre un Consiglio nazionale federale consultivo composto di 40 membri scelti sulla base di candidature individuali.
La Costituzione degli Emirati Arabi Uniti (دستور دولة الامارات العربية المتحدة) risale al 2 dicembre 1971. Se confrontato con gli altri Stati arabi, per esempio l'Arabia Saudita, gli Emirati Arabi Uniti hanno leggi relativamente liberali. Il Paese ha una giurisdizione civile. Tuttavia, la Sharīʿa è applicata ad aspetti del diritto di famiglia, di successione e ad alcuni atti criminali. Le donne possono guidare autovetture.
Un sistema di corte federale si applica in tutti gli emirati eccetto negli emirati di Dubai e di Raʾs al-Khayma, che non sono pienamente integrati nel sistema giudiziario federale. Tutti gli emirati hanno tribunali secolari che si pronunciano su aspetti penali, civili e commerciali, e tribunali islamici che si pronunciano su controversie familiari e religiose. La competenza dei tribunali della Sharīʿa in alcuni emirati, in particolare in quello di Abu Dhabi, è stata estesa in modo da includere, oltre alle questioni di stato personale, tutti i tipi di controversie civili e commerciali, nonché gravi reati. Pertanto, in aggiunta ai tribunali civili, ciascuno dei sette emirati mantiene un sistema parallelo di tribunali della Sharīʿa, che sono organizzati localmente.
Il Paese ha attraversato un periodo di liberalizzazione e di modernizzazione durante il regno di sheikh Zayed bin Sultan Al Nahyan. Le leggi degli Emirati Arabi Uniti tollerano l'uso dell'alcol in una certa misura.

### Suddivisioni amministrative

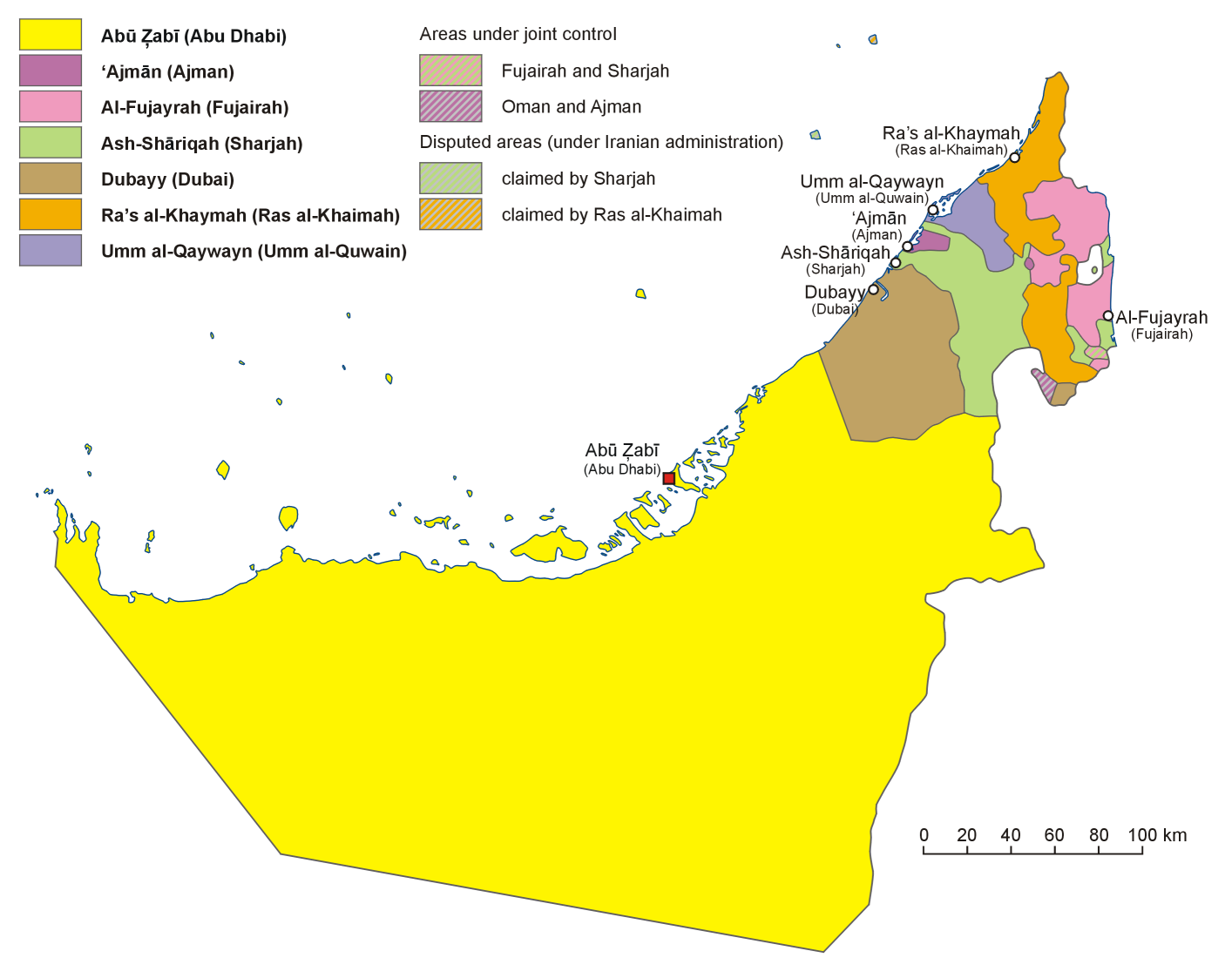
I sette emirati degli EAU. Come si nota, l'emirato di Abu Dhabi (in giallo) è molto più esteso di tutti gli altri messi insieme.

Gli Emirati Arabi Uniti sono divisi in sette emirati. L'emirato di Abu Dhabi è il più popolato con il 38% della popolazione totale degli Emirati Arabi Uniti, mentre nell'Emirato di Dubai vive il 30% della popolazione totale. Quindi oltre i due terzi della popolazione (il 68%) vive nei due principali emirati (Abu Dhabi e Dubai).
L'emirato di Abu Dhabi ha una superficie di 67000 km² (l'86,7% della superficie totale del Paese), escluse le isole. Ha una costa che si estende per oltre 400 km e si divide per scopi amministrativi in tre regioni principali. L'Emirato di Dubai si estende lungo la costa del Golfo Persico per circa 72 km e ha una superficie di 3885 km² (che equivale al 5% della superficie totale del paese), escluse le isole. L'emirato di Sharja conta circa 16 km di litorale sul Golfo Persico e continua per più di 80 km verso l'interno.
Gli altri emirati di Fujaira, Ajman, Ras al-Khaima, e Umm al-Qaywayn hanno una superficie complessiva di 3881 km². Ci sono due aree sotto il controllo congiunto: una è controllata da Oman e Ajman, l'altra da Fujairah e Sharjah.
Nel territorio degli Emirati Arabi Uniti è presente un'exclave dell'Oman, noto come Madha. Si trova a metà strada tra la penisola di Musandam e il resto del Oman. Si estende per circa 29 km² e il confine è stato stabilito nel 1969. Al suo interno sopravvive la piccola enclave di Nahwa, dell'Emirato di Sharjah.

#### Sistema di governo degli Emirati
Ogni emirato è guidato da uno sceicco.
I singoli Emirati conservano una considerevole autonomia politica, giuridica ed economica e pertanto il loro “congresso”, il Consiglio Federale Nazionale, è un organo esclusivamente consultivo, avendo il Governo di ogni Emirato potere legislativo sulla maggior parte delle questioni.

#### Emiri
Di seguito un elenco degli emiri attualmente regnanti:
- Abu Dhabi: Mohammed bin Zayed Al Nahyan (dal 14 maggio 2022)
- Ajman: Humaid IV bin Rashid Al Nuaimi (dal 6 settembre 1981)
- Dubai: Mohammed bin Rashid Al Maktum (dal 4 gennaio 2006)
- Fujaira: Hamad bin Mohammed Al Sharqi (dal 18 settembre 1974)
- Ras al-Khaima: Saud bin Saqr al-Qasimi (dal 27 ottobre 2010)
- Sharjah: Sultan III bin Muhammad al-Qasimi (dal 25 gennaio 1972)
- Umm al-Qaywayn: Saud bin Rashid Al Mu'alla (dal 2 gennaio 2009)

### Istituzioni
Nel paese è presente la sede dell'Incontro Mondiale dei Governi, un'organizzazione mondiale per il dialogo globale con il tentativo di rivoluzionare come i governi operano e come vengono attuate le loro politiche.

#### Università
La United Arab Emirates University  è la più antica università degli Emirati Arabi Uniti, fondata, dopo l'indipendenza dalla Gran Bretagna, dallo sceicco Zayed bin Sultan Al Nahyan, padre fondatore degli Emirati Arabi Uniti, nel 1976. L'università si trova ad al-'Ayn.

#### Ordinamento scolastico
Il sistema di istruzione degli Emirati Arabi Uniti si compone di scuole elementari, scuole medie e scuole superiori. Le scuole pubbliche sono finanziate dal governo e il curriculum è stato creato per soddisfare gli obiettivi di sviluppo degli Emirati Arabi Uniti. Il mezzo di insegnamento nella scuola pubblica è l'arabo, con la lingua inglese come seconda lingua. Le scuole pubbliche nel Paese sono gratuite per i cittadini degli Emirati Arabi, mentre le spese per le scuole private possono variare. Il sistema di istruzione superiore è monitorato dal Ministero dell'Istruzione Superiore.
C'è stato un significativo miglioramento nel campo dell'istruzione privata. A Dubai il 50% di tutti gli studenti studia ed è iscritto in scuole private, mentre ad Abu Dhabi la percentuale si aggira intorno al 40%.
Un recente sondaggio ha mostrato che il tasso di analfabetismo è in declino negli Emirati Arabi Uniti, ed è ora intorno al 7%. Ciò è dovuto principalmente ai programmi di lotta contro l'analfabetismo tra la popolazione adulta.
Il Governo ha varato numerosi programmi e iniziative per migliorare la qualità dell'istruzione nelle scuole di tutto il paese. Gli Emirati Arabi Uniti hanno mostrato un forte interesse per il miglioramento dell'istruzione e della ricerca.

### Relazioni internazionali
Dal 2015, gli Emirati prenderanno parte alla guerra civile dello Yemen all'interno della coalizione guidata dall'Arabia Saudita. Le forze speciali degli Emirati, impegnate sul terreno, collaborano con le milizie salafite. Abu Dhabi ha anche fatto in modo che uno di essi continui ad essere sostenuto militarmente e finanziariamente, nonostante la sua inclusione in una "lista nera" di terroristi ricercati dagli Stati Uniti per la sua vicinanza ad al-Qāʿida nella Penisola Arabica (AQPA).
Gli Emirati Arabi Uniti investono pesantemente in Cecenia e hanno stretti legami con il regime di Ramzan Kadyrov.
Gli Emirati Arabi Uniti parteciperanno alla guerra del 2011 guidata dalla NATO contro la Libia. Le forze speciali degli EAU hanno sostenuto alcune milizie ribelli e gli F-16 degli EAU hanno bombardato i soldati libici.
Nel giugno 2017, gli Emirati Arabi Uniti si allineano alla politica estera dell'Arabia Saudita e interrompono le relazioni diplomatiche con il Qatar. Anche i cittadini del Qatar sono espulsi dagli EAU. Mostrare simpatia per il Qatar su Internet è considerato un crimine informatico ed è punibile con una reclusione da tre a quindici anni.
Il 13 agosto 2020, Israele e gli Emirati Arabi Uniti hanno annunciato un accordo negoziato guidato dagli Stati Uniti, destinato a portare alla piena normalizzazione delle relazioni diplomatiche.

## Cultura

### Produzione letteraria
Nella produzione letteraria emiratina, tra il XX e il XXI secolo, si afferma l'opera poetica di Nujoom Al-Ghanem, anche affermata regista cinematografica, che ha scritto diversi volumi di poesie ispirate spesso al patriottismo e alle condizioni della donna nel mondo quotidiano.

### Musica
Una tradizionale danza emiratina è costituita dalla Yowlah.
In campo musicale nel XXI secolo, ricordiamo, tra gli altri, il cantante Hussain Al Jassmi.

### Cinema
Tra i film che hanno ottenuto riconoscimenti internazionali spicca Zinzana (2015), del regista emiratino Majid Al Ansari.

### Patrimoni dell'umanità
In merito al patrimonio culturale, i Siti culturali di Al Ain sono stati il primo sito emiratino a far parte, nel 2011, della Lista dei patrimoni dell'umanità dell'UNESCO: si tratta di siti archeologici degli Emirati Arabi di rilevante importanza storico e culturale

### Abbigliamento
Tipico indumento lungo fino alle caviglie, simile a una tunica, viene chiamato Dishdasha.

### Navigazione
Nacque proprio negli Emirati Arabi Uniti il navigatore Ahmad b. Majid al-Najdi, vissuto verso il XV secolo, e autore de Il libro dei benefici dei principi e dei fondamenti della marineria  (1490).

### Emirati Arabi Uniti nello spazio
- 21 ottobre 2000: viene lanciato Thuraya 1, primo satellite emiratino [16].
- 25 settembre 2019: Hazza Al Mansouri è il primo astronauta emiratino ad andare nello spazio
- 19 luglio 2020: viene lanciata l'Emirates Mars Mission, con lo scopo di collocare una sonda spaziale in orbita attorno a Marte

## Festività nazionale
| Data       | Nome                          | Significato |
| ---------- | ----------------------------- | --- |
| 2 dicembre | Festa Nazionale: اليوم الوطني | Giornata dell'Unione degli Emirati Arabi Uniti tra i sette emirati istituzione degli Emirati Arabi Uniti, nel 1971*. |

### Altre ricorrenze nazionali
| Data        | Nome                 | Significato |
| ----------- | -------------------- | --- |
| 30 novembre | Giorno dei Martiri** | Commemorazione dei martiri degli Emirati che hanno dato la vita negli Emirati Arabi e all'estero nel servizio civile, militare e umanitario |

Nota: *Il 1º dicembre 1971 cessarono di esistere gli Stati della Tregua (1820-1971): terminò il Protettorato britannico: gli emirati di Abu Dhabi, Ajman, Dubai, Fujairah, Sharjah e Umm al-Quwain si unirono così per formare gli Emirati Arabi Uniti (2 dicembre 1971)
Nota: **Il primo soldato degli Emirati Arabi Uniti a perdere la vita, (durante la "battaglia del Grande Tunb", contro le forze iraniane poco prima della formazione degli Emirati Arabi Uniti) fu Salem Suhail bin Khamis, il 30 novembre 1971.

## Economia
Gli Emirati Arabi Uniti hanno un'economia aperta, con il decimo reddito pro-capite del mondo. Le esportazioni di petrolio e di gas naturale svolgono un ruolo importante nell'economia dello Stato, soprattutto in quella di Abu Dhabi. Oltre l'85% dell'economia degli Emirati Arabi Uniti si basa sulle esportazioni di risorse naturali. Il petrolio, soprattutto, è la principale fonte di reddito dell'Emirato di Abu Dhabi, che può vantare, al momento, riserve per altri 150 anni. L'Emirato di Dubai, invece, ha risorse di petrolio che sono state calcolate fino al 2025 circa, per questa ragione, quest'emirato ha già cominciato una politica di diversificazione della propria economia puntando in particolar modo sul commercio, il turismo e i servizi. Gli altri emirati, per il proprio sostentamento, necessitano invece di appoggio economico dai due Emirati principali. L'industria metallurgica (soprattutto dell'alluminio e dell'acciaio) insieme con il settore tessile sono capaci di produrre una quantità molto significativa del PIL e si prevede che entro i prossimi 40-60 anni, di superare le entrate derivanti dal petrolio e le esportazioni di gas naturale.
Il boom edilizio ha portato il governo del Paese a investire in infrastrutture molto costose che includono il Burj Dubai, il cui nome è stato cambiato nel 2011 in Burj Khalifa, l'edificio più alto del mondo, il Dubai World Central International Airport, che, è l'aeroporto più costoso mai costruito, e le tre Palm Islands, le isole artificiali più grandi al mondo. Altri progetti riguardano il Dubai Mall, il centro commerciale più grande del mondo, e un arcipelago artificiale chiamato The World, che mira ad aumentare l'industria del turismo, in rapida crescita a Dubai. Per quanto riguarda il settore dello spettacolo è in costruzione Dubailand, che dovrebbe essere due volte più grande di Disney World, e la Dubai Sports City, che non solo fornirà la "casa" per le squadre sportive locali, ma può far parte della futura offerta olimpica degli Emirati Arabi Uniti. Tuttavia, la preoccupazione principale è che questo boom edilizio, costruito sul debito e sulla speculazione, possa creare una crisi del bilancio statale, come è accaduto a Dubai.
Le importazioni principali degli Emirati sono i manufatti, i macchinari, le attrezzature e i mezzi di trasporto.
Più di 200 aziende operano nel complesso di Jebel Ali a Dubai, che include un porto in acque profonde e una zona di libero scambio per la produzione e distribuzione di tutti i beni prodotti dallo Stato e un impianto di dissalazione dell'acqua di grande potenza, una fonderia d'alluminio, e un'unità di montaggio dell'acciaio. Il complesso è attualmente in fase di espansione, con sezioni di terreni vuote, "prenotate" per i diversi settori dell'industria. L'aeroporto più grande del Paese è Dubai World Central International Airport.
Gli Emirati Arabi Uniti fanno parte del Consiglio di Cooperazione del Golfo (GCC).
La valuta degli Emirati Arabi Uniti è il Dirham degli Emirati Arabi Uniti.
Gli Emirati Arabi Uniti sono considerati un paradiso fiscale.

### Crisi
A seguito della crisi immobiliare, nel 2008 negli Emirati Arabi Uniti le banche locali hanno dichiarato il taglio dei prestiti. Ciò ha colpito il mercato immobiliare a Dubai. Le imprese locali hanno avviato campagne di marketing molto convenienti per tentare di sbarazzarsi degli appartamenti. L'azienda che ha lanciato la campagna "due al prezzo di uno" è la Imad Real Estate, che ha spiegato che chi acquista un bilocale con un soggiorno per circa 600000 $ riceve un monolocale senza alcun costo aggiuntivo. Recentemente alcune aziende hanno promosso acquisti di ville di diverse dimensioni a prezzi convenienti (per i locali), e con l'aggiunta di un'auto in regalo, di modello diverso secondo la tipologia di villa acquistata.
Nonostante gli EAU, come tutti gli altri paesi del Golfo Persico, siano stati colpiti da un forte declino nei ricavi a causa della riduzione dei prezzi del petrolio nei mercati mondiali, l'esercito degli Emirati ha annunciato alla più grande mostra di armi in Medio Oriente - IDEX 2010 - che sarebbe stato firmato un accordo con una società tedesca per la creazione di un centro di formazione per il suo corpo di fanteria. L'accordo è stato stimato di circa 125 milioni di euro.

## Ambiente

### Flora e fauna
Nelle oasi abbondano le palme da dattero, acacie ed eucalipti. Nel deserto la flora è molto scarsa e si compone soltanto di erbe, rovi e cespugli. La fauna autoctona era a rischio d'estinzione a causa della caccia intensiva, che ha portato a un programma di conservazione della fauna sull'isola di Bani Yas avviata dallo sceicco Zayed bin Sultan Al Nahyan nel 1970, salvando, per esempio, l'orice o il leopardo.

## Gastronomia
La cucina emiratina fa parte della cucina araba e risente, per esempio, delle influenze della cucina libanese o marocchina.

## Sport

### Tiro a volo
Nel tiro a volo da segnalare Ahmed Al-Maktoum, primo emiratino a vincere una medaglia d'oro olimpica e medaglia d'oro mondiale nel double trap individuale a Lonato del Garda 2005, dove ha vinto anche un argento a squadre.

### Calcio
La Nazionale di calcio degli Emirati Arabi Uniti ha ottenuto un secondo posto nella Coppa d'Asia del 1996 e ha come capocannoniere Adnan Al-Talyani, con 52 reti

### Cricket
La squadra nazionale di cricket degli Emirati Arabi Uniti è membro associato dell'Asian Cricket Council.

Gli Emirati hanno ospitato per tre volte l'Asia Cup.

### Automobilismo
Dal 2009, sul Circuito di Yas Marina, si disputa il Gran Premio di Abu Dhabi di Formula 1. Nel mondo delle corse automobilistiche Ed Jones, pilota inglese ma nato negli Emirati, ha conquistato 3 podi nelle competizioni Indycar, tra cui un terzo posto alla 500 Miglia di Indianapolis.

### Giochi olimpici
La prima medaglia olimpica per gli Emirati Arabi Uniti fu la medaglia d'oro conquistata da Ahmed Al-Maktoum, nel tiro a volo, ad Atene 2004.

## Galleria d'immagini

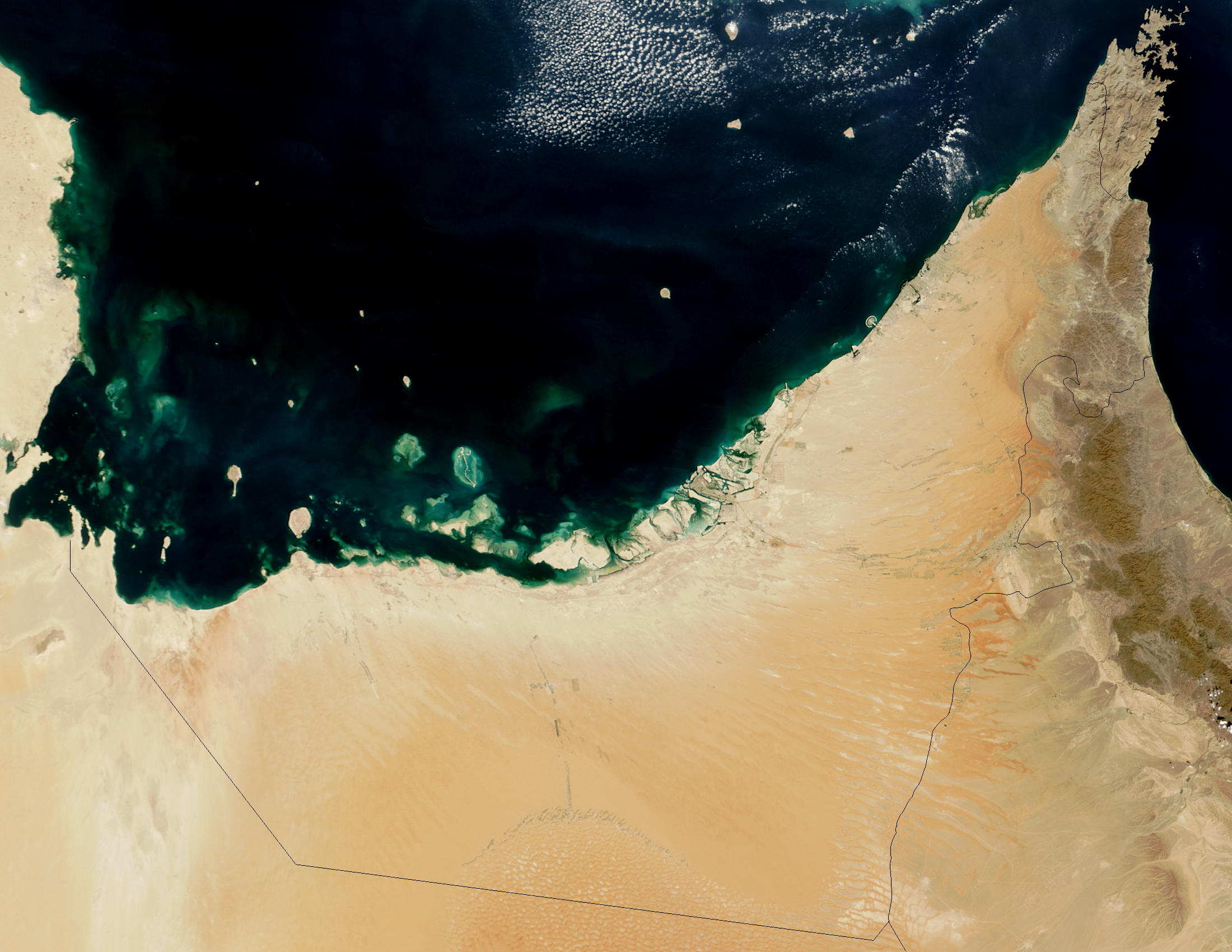
Gli Emirati Arabi Uniti dal Satellite.
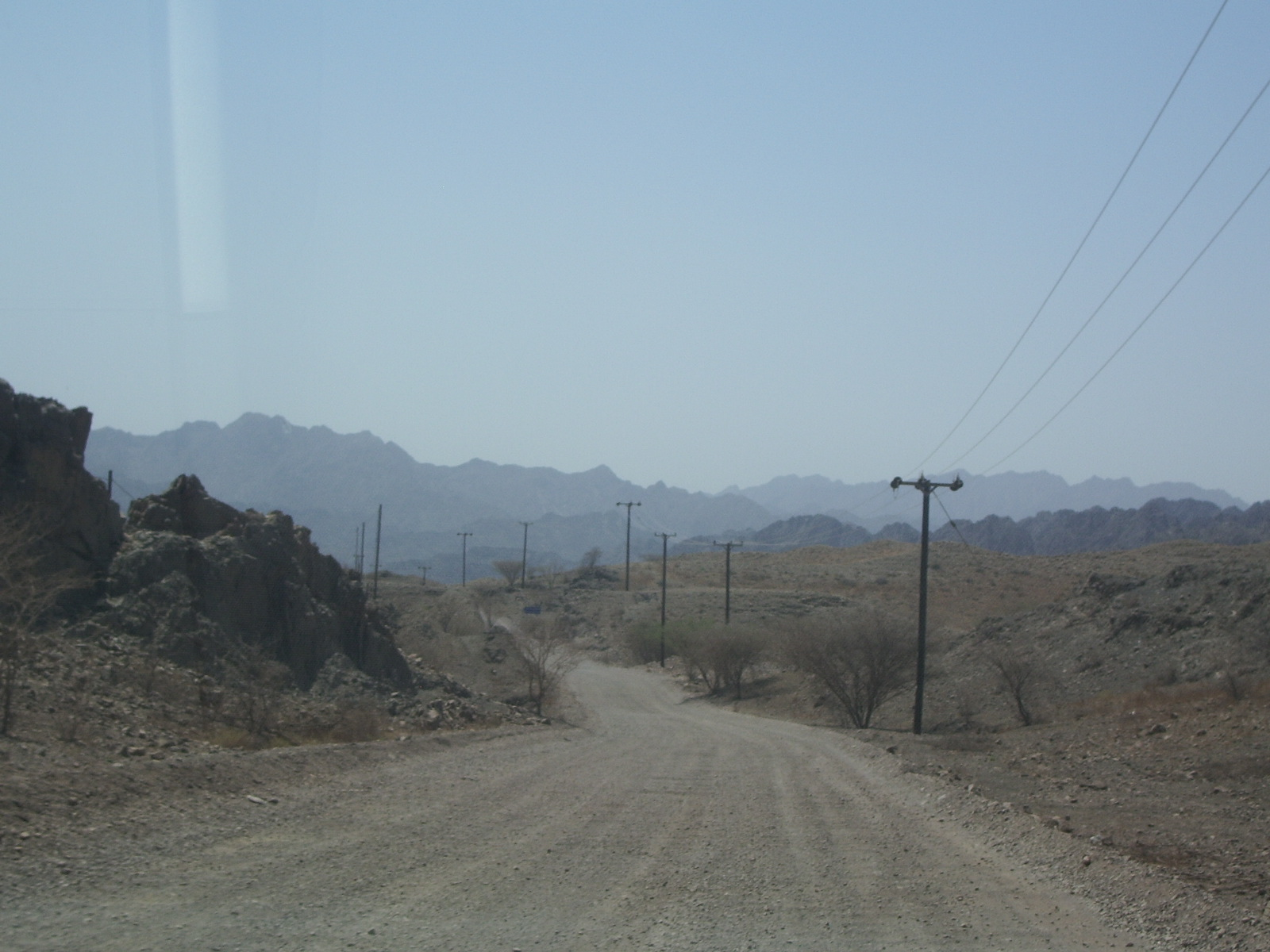
La Catena dell'Hajjar, al confine con l'Oman.

### Abu Dhabi

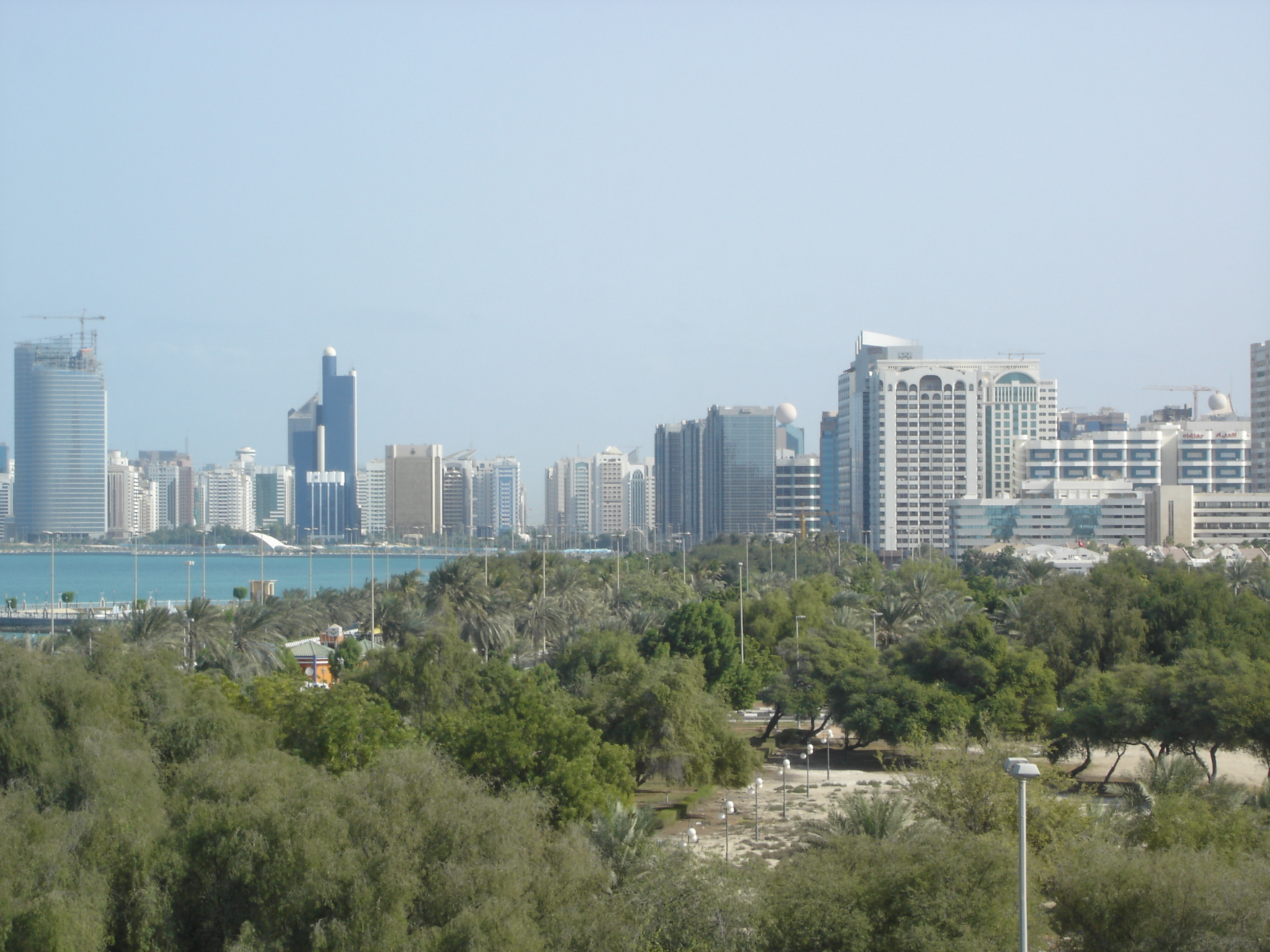
Skyline della capitale Abu Dhabi.
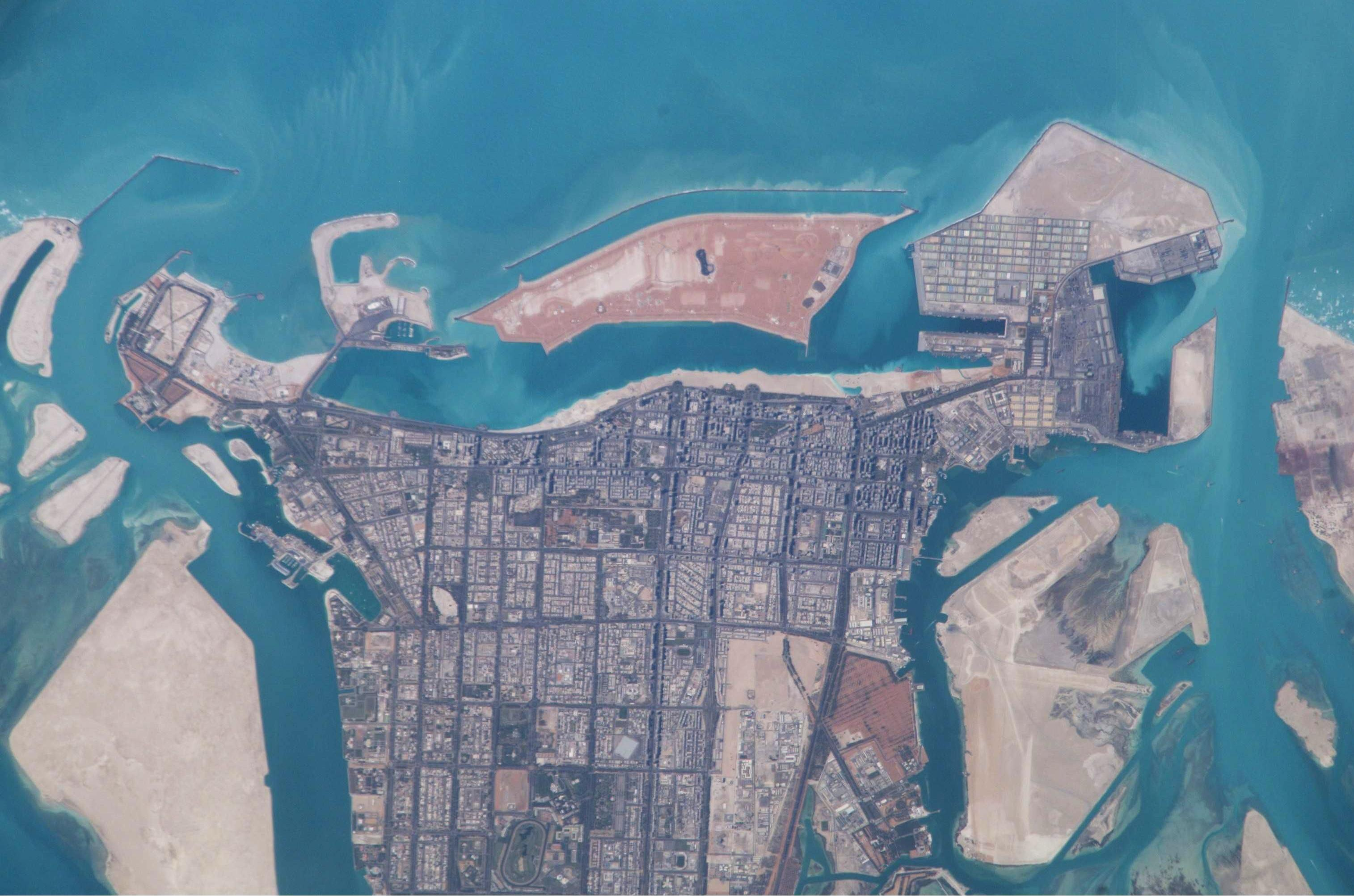
Abu Dhabi dal satellite.
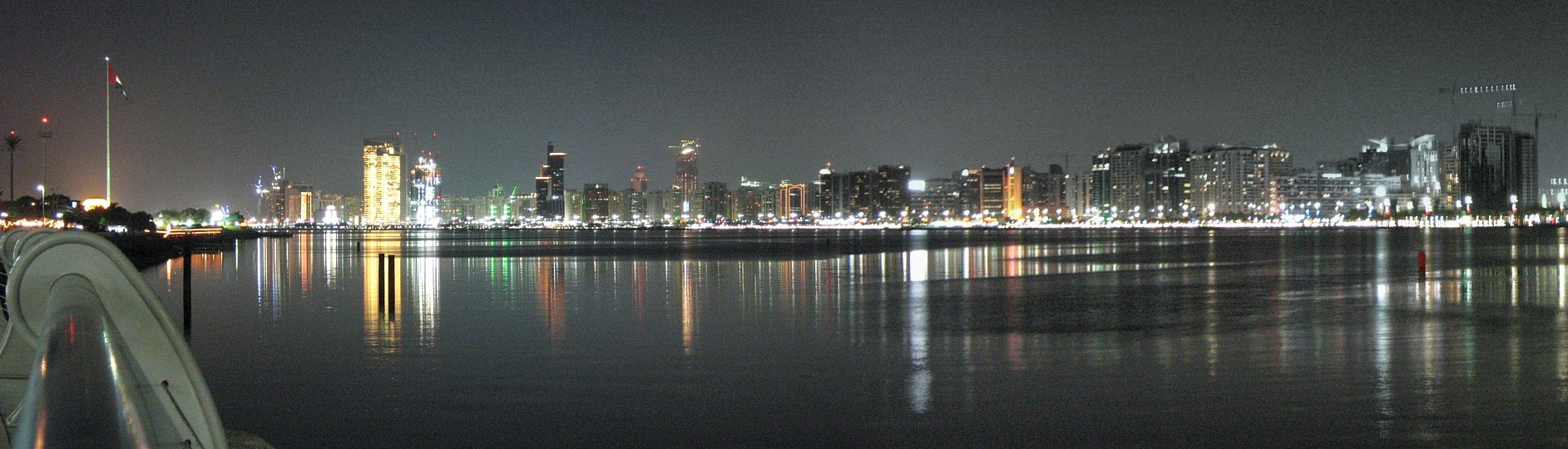
Lo skyline della capitale in notturna.
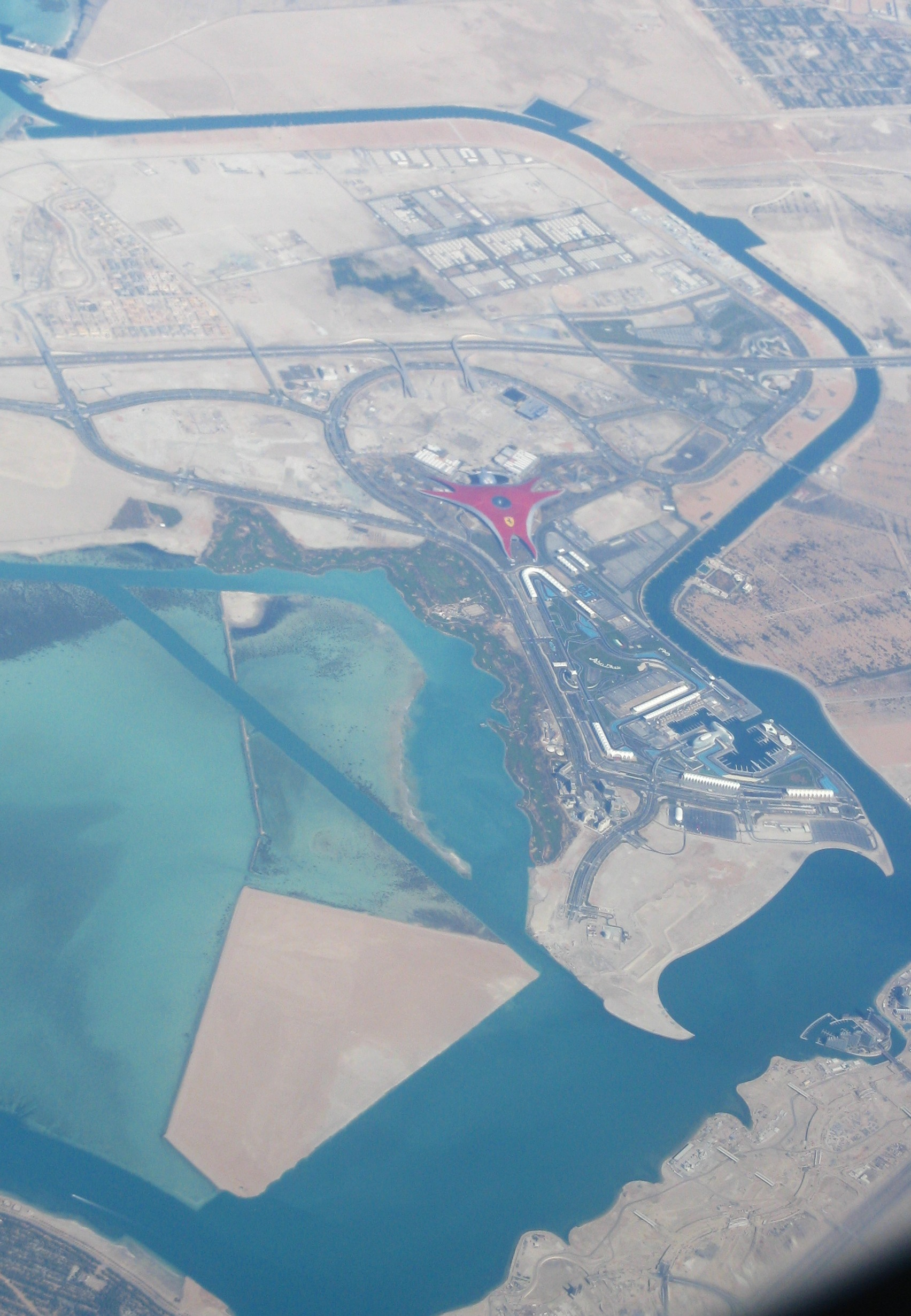
Il Ferrari World e il circuito di Yas Marina

### Dubai

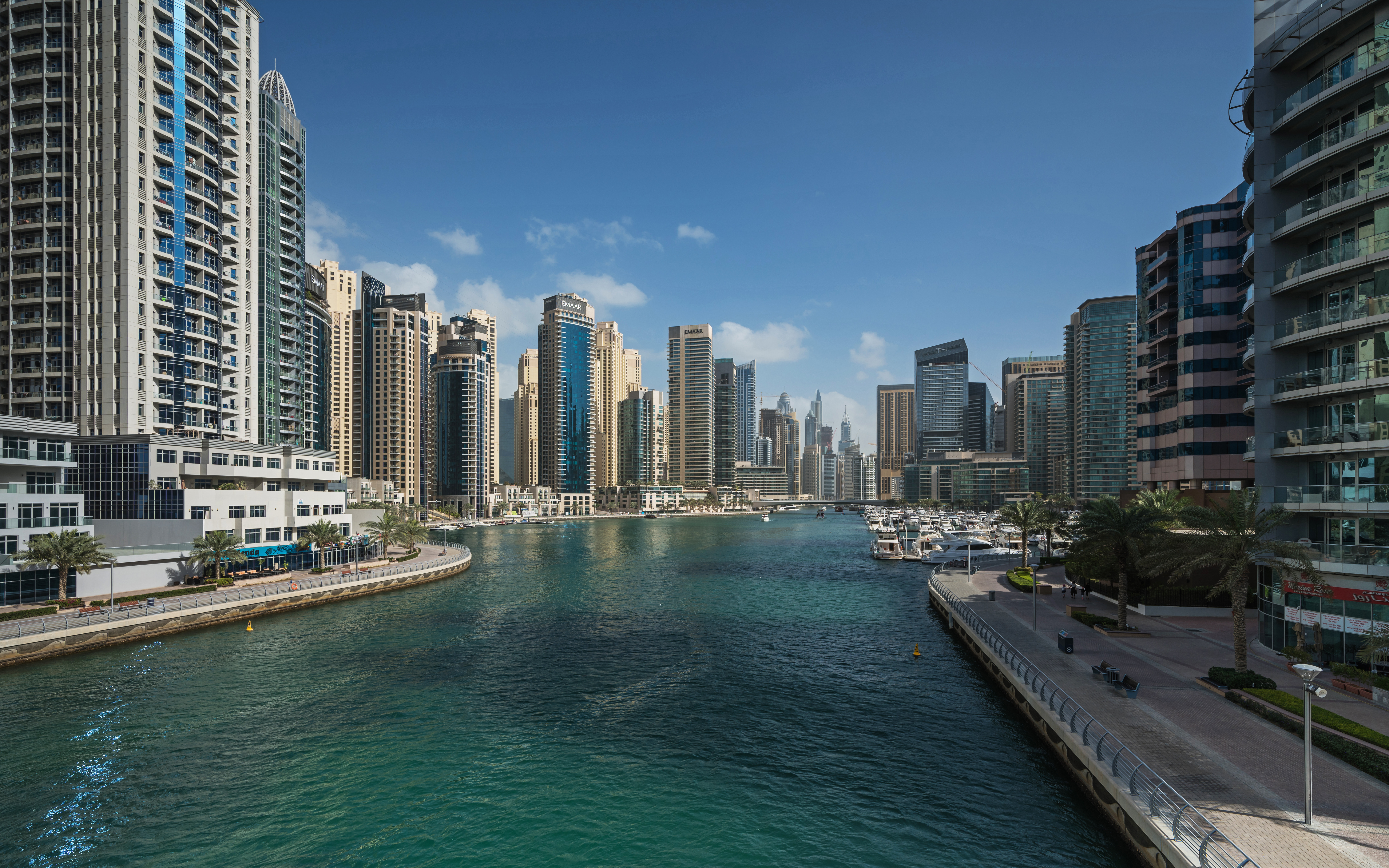
Vista della città di Dubai.
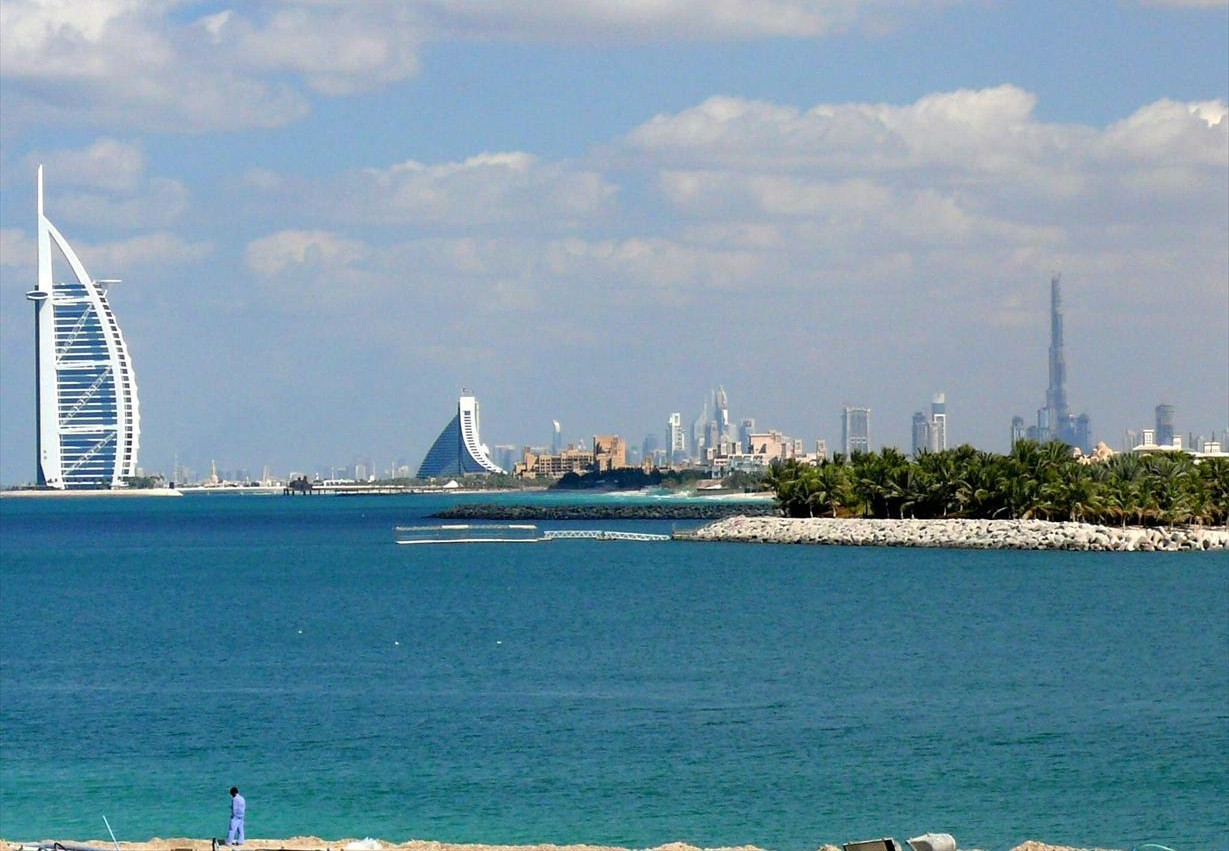
Skyline di Dubai.
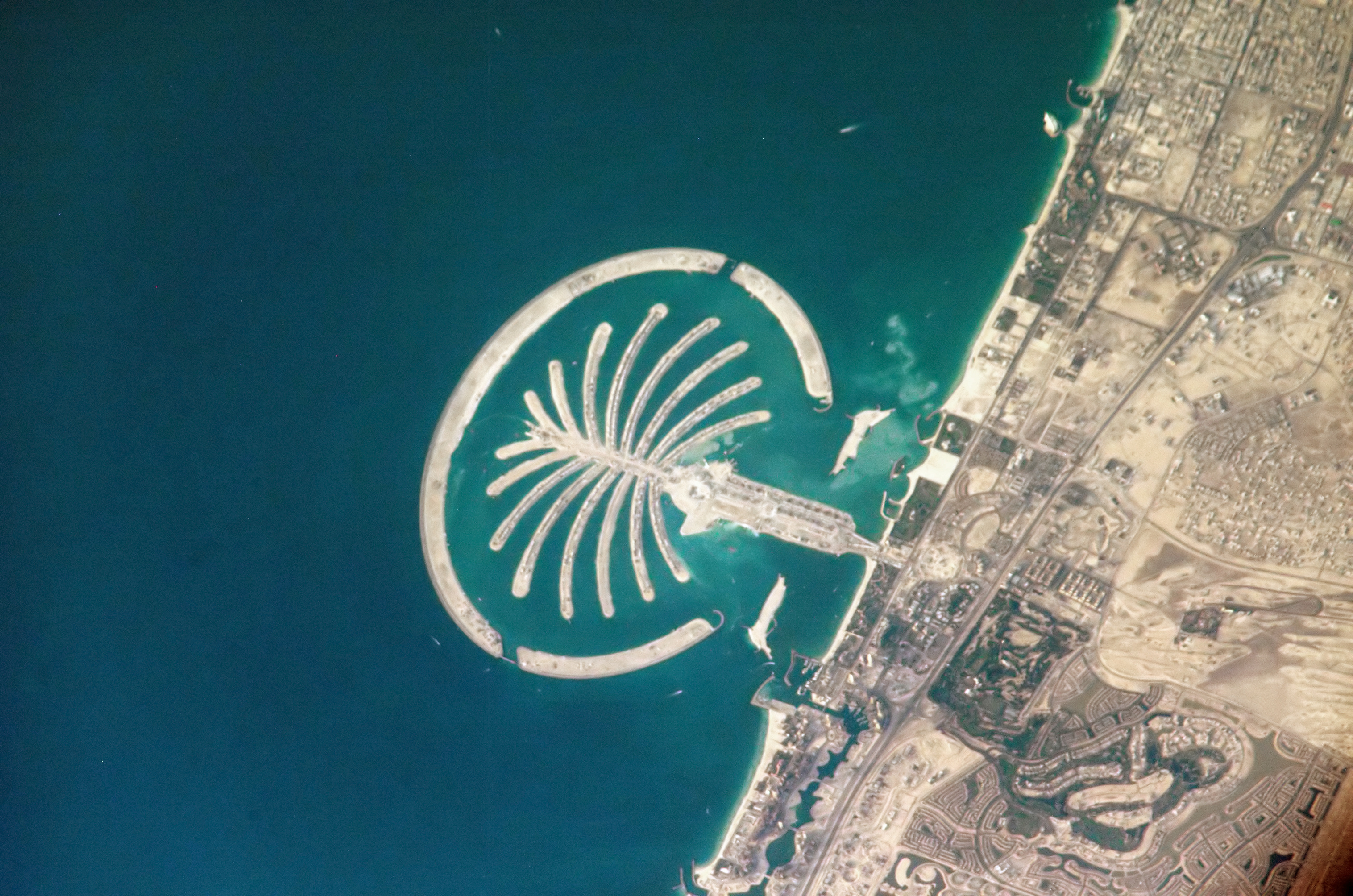
Vista satellitare di una delle palme di Dubai.